# Отис (ураган)
Ураган «Отис» (англ. Hurricane Otis) — один из сильнейших тропических циклонов в восточно-тихоокеанском регионе с начала метеонаблюдений. Сформировался 22 октября 2023 года как тропический шторм. Всего за 12 часов к 25 октября 2023 года ураган достиг пятой категории разрушительности по шкале Саффира — Симпсона и обрушился на тихоокеанское побережье Мексики в районе города Акапулько. Максимальная устойчивая скорость ветра на пике интенсивности достигала 270 км/ч, интенсивные осадки вызвали наводнения и оползни.
По данным на ноябрь 2023 года погибло 52 человека, ещё 32 числятся пропавшими без вести. Ураган нанес значительный материальный ущерб, оставив без электричества и связи город Акапулько с населением 900 тыс. человек.

## Метеорологическая история

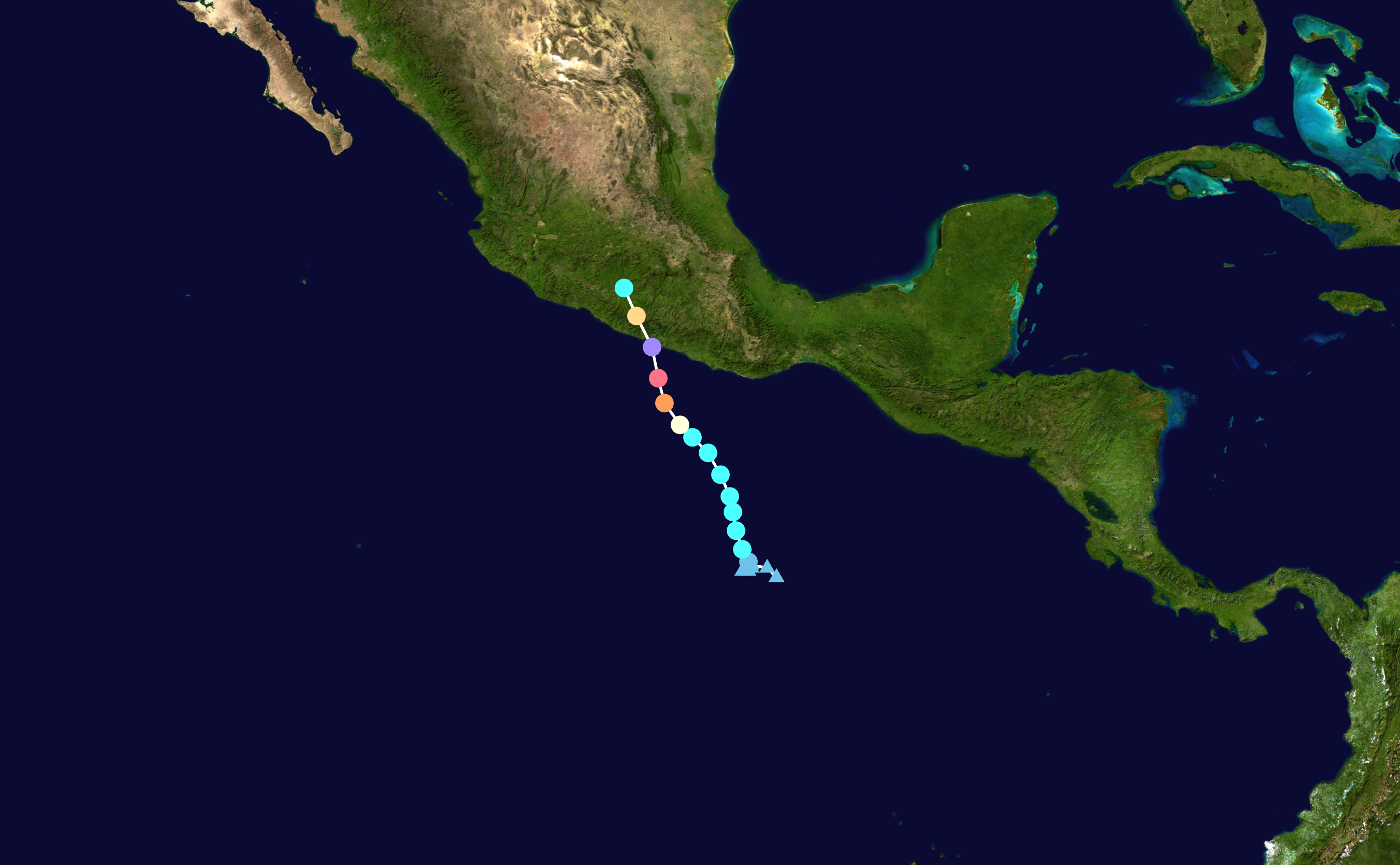
Траектория движения Урагана Отис

Первое сообщение Национального ураганного центра о формировании области пониженного давления к югу от Гватемалы и Сальвадора появилось 15 октября 2023 года. К 21:00 UTC 22 октября сформировался тропический циклон, получивший название «Отис»; циклон медленно двигался в северном направлении. 24 октября началась быстрая интенсификация циклона, чему способствовала высокая температура поверхности океана (29—31 °C); к 21:00 UTC циклон уже достиг 3-й категории, а к 3:00 UTC 25 октября — 5-й категории. За сутки скорость ветра возросла с 85 км/ч до 260 км/ч, при этом «Отис» оставался сравнительно небольшим циклоном, сильный ветер наблюдался только в радиусе 110 км от центра.
В 06:25 UTC 25 октября ураган на пике своей интенсивности достиг побережья Мексики в районе города Акапулько. Скорость ветра вблизи центра достигала 270 км/ч (75 м/с), атмосферное давление в центре — 923 гПа (692 мм рт. ст.). По скорости ветра «Отис» стал самым сильным тропическим циклоном на тихоокеанском побережье Мексики и уступал лишь трём на атлантическом побережье («Джанет» 1955 года, «Анита» 1977 года и «Дин» 2007 года). После выхода на сушу циклон начал быстро терять силу и разрушился в течение 25 октября.
Ураган «Отис» стал крупным просчётом метеослужб, ещё за 16 часов до удара по Акапулько считалось, что «Отис» останется просто тропическим штормом, некоторые модели прогнозирования вообще предполагали, что циклон повернёт на запад и не выйдет на сушу.

## Разрушения и последствия
Правительство Мексики выпустило предупреждение об урагане в 9:00 UTC 24 октября (за 21 час до удара урагана по Акапулько). Были закрыты порт и аэропорт города, а также школы. В результате урагана в штате Герреро были повреждены 1 электростанция, 26 подстанций, 37 линий электропередач, 10 тыс. фонарных столбов; около 500 тыс. жителей остались без электроснабжения. Повреждения получили не менее 220 тыс. домов, в том числе 600 отелей и кондоминиумов; на высоких этажах силой ветра выдавливало окна и выламывало стены.
29 октября сообщалось, что число жертв удара стихии составило 48 человек, ещё 36 числились пропавшими без вести. На пресс-конференции 30 октября губернатор штата Герреро Эвелин Сальгадо заявила, что ураган «Отис» унёс жизни 45 человек, 47 — пропали без вести.
Убытки оценивались в 12—16 млрд долларов, что больше всех предыдущих ураганов в Мексике.